# Las mil y una noches
Las mil y una noches é um filme de comédia produzido no México, dirigido por Fernando Cortés e lançado em 1958.